# Impatiens elachistocentra
Impatiens elachistocentra är en balsaminväxtart som beskrevs av Georg Martin Schulze och Schlieben. Impatiens elachistocentra ingår i släktet balsaminer, och familjen balsaminväxter. Inga underarter finns listade i Catalogue of Life.